# بادي باري
بادي باري (بالإنجليزية: Paddy Barry)‏ هو لاعب قذف أيرلندي، ولد في 1928 في Glanmire ‏ في جمهورية أيرلندا، وتوفي في 18 ديسمبر 2000.